# Dulce av Aragonien
Dulce av Aragonien, född 1160, död 1 september 1198 i Coimbra, var en portugisisk drottning; gift med kung Sancho I av Portugal. 
Hon var dotter till drottning Petronella av Aragonien och greve Raymond Berenguer IV av Barcelona. 
Giftermålet ägde rum 1174. Äktenskapet arrangerades av politiska skäl, då den unga staten Portugal ville skydda sina gränser mot Kastilien genom en allians med Aragonien. Dessutom befann sig Aragonien och Portugal i konflikt på grund av ett tidigare brutet äktenskapslöfte mellan kungahusen, en konflikt som släcktes med den nya alliansen. 
Hon blev drottning 1185. Hon mottog 1188 Alenquer, Vouga, Santa Maria och Porto som personliga förläningar. 
Hon beskrivs som lugn och blygsam och ska ha motsvarat de krav som ställdes på henne som hustru och mor och uppfyllt de politiska krav som ställdes på henne genom att föda många barn. 
Hon avled möjligen i barnsäng, alternativt i pesten, försvagad av sina många barnsängar.

## Barn
- Teresa av Portugal, född 1178
- Sancha av Portugal, född 1180
- Constance av Portugal, född 1182
- Alfons II av Portugal, född 1185
- Pedro av Portugal, född 1187
- Ferdinand av Flandern, född 1188
- Raimundo av Portugal, född 1195
- Infanta Branca av Guadalajara, född 1196
- Mafalda av Portugal, född 1197
- Berengaria av Portugal, född 1198